# Stor andmat
Stor andmat (Spirodela polyrhiza(L.) Schleid (Lemna polyrrhiza L.) är en art i familjen kallaväxter (andmatsväxter) och släktet storandmat. Den beskrevs av Carl von Linné och fick sitt nu gällande namn av Matthias Jakob Schleiden. Inga underarter finns listade.
Den är ganska vanlig i lugnt och stilla vatten i sjöar, dammar och åar från Skåne och upp till norra Vänern, Västmanland och Uppland samt med enstaka fyndorter i Hälsingland och upp till Ångermanland, då ofta tillsammans med vanlig andmat (Lemna minor). Den 4-7 millimeter breda skivan är på ovansidan mörk- eller gulgrön och på undersidan vanligen brunröd/purpurröd. Skivan är svagt konvex och nästan cirkelrund med 5-11 tydliga nerver och 5-15 rottrådar i ett knippe. Vanligen hålls 2-5 skivor samman med mycket små utlöpare. Kromosomantalet är 2n=40.

## Bildgalleri

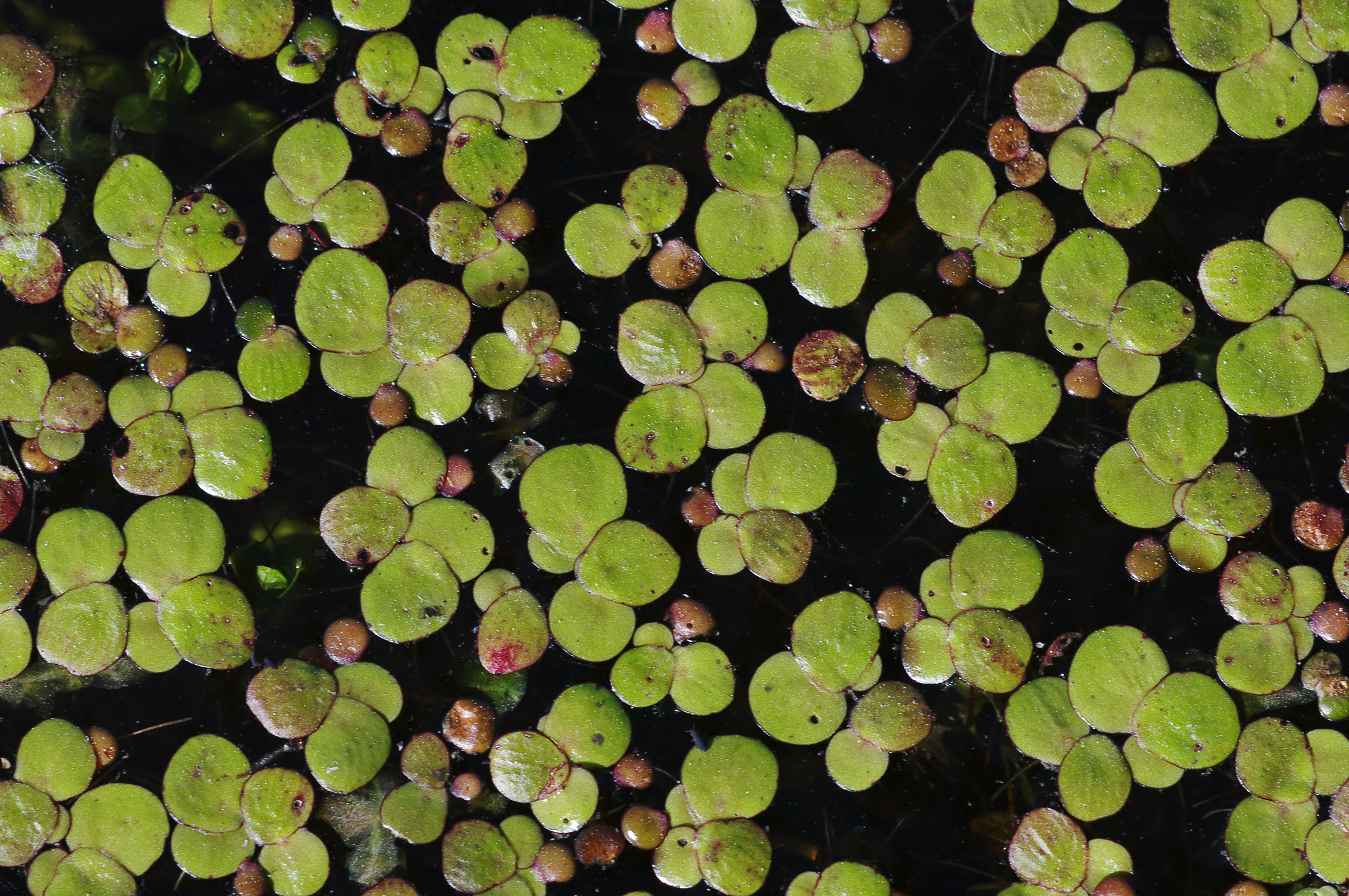
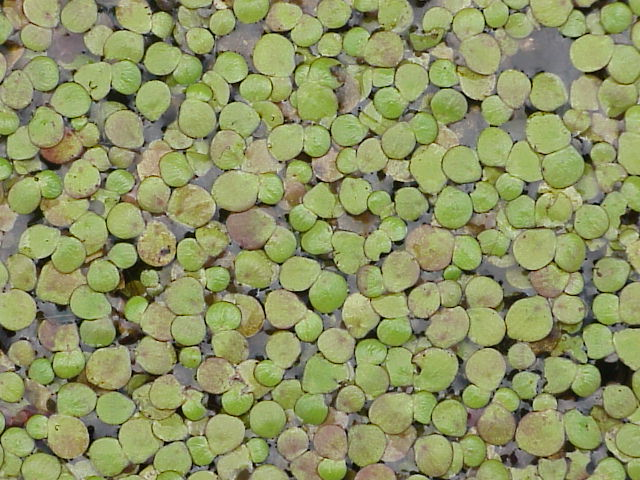
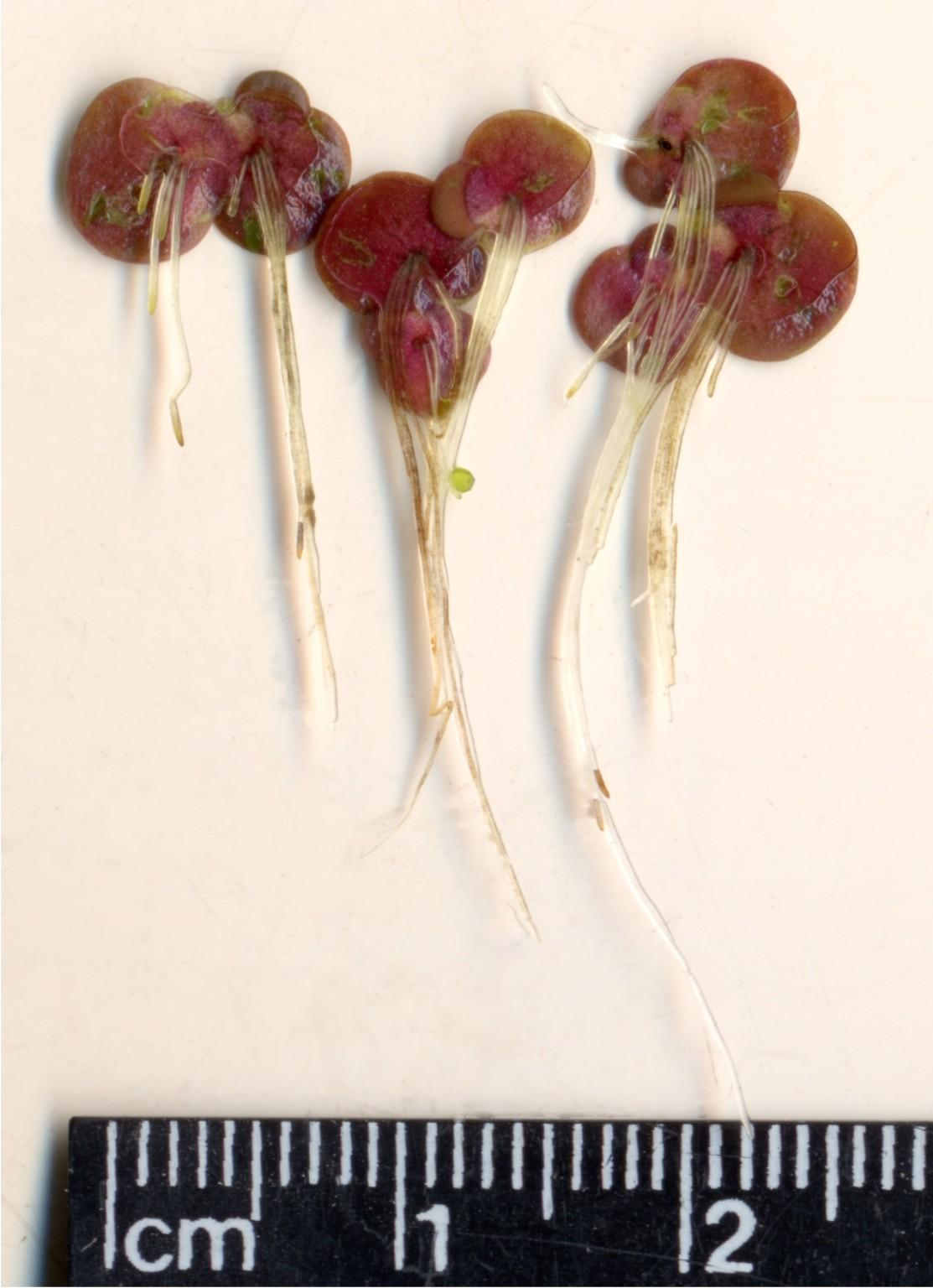